# Wiggertsche Psalmenfragmente
Die Wiggertschen Psalmenfragmente (Signatur Magdeburg, Stadtbibliothek, Cod. XII, 18.1) sind Teile eines lateinischen Psalters mit deutschen Interlinearübersetzungen und Glossen in westslawischer, eventuell altsorbischer Sprache (Magdeburger Glossen, sorbisch Magdeburgske glosy) aus dem 12. Jahrhundert.

## Beschreibung
Die Fragmente bestehen aus zwei Pergamentdoppelseiten und zwei Pergamentstreifen in der Größe von maximal 190 × 150 mm (ursprünglich ca. 240 × 150 mm). Sie enthalten Teile der Psalmen in lateinischer Sprache. Zwischen den Zeilen sind Übersetzungen in einem mitteldeutsch-niederdeutschen Mischdialekt eingetragen. Am Rand sind Glossen in westslawischer Sprache angebracht.
Die Handschrift befand sich in der Stadtbibliothek Magdeburg, ist aber verschollen. Sie wurde benannt nach dem Magdeburger Historiker Friedrich Wiggert, der sie 1832 erstmals beschrieb.